# Григоровка (Сынжерейский район)
Григоровка (рум. Grigorăuca, Григорэука) — село в Сынжерейском районе Молдавии. Является административным центром коммуны Григоровка, включающей также сёла Козешты и Петропавловка.

## География
Село расположено на высоте 80 метров над уровнем моря.

## Население
По данным переписи населения 2004 года, в селе Григорэука проживает 1538 человек (719 мужчин, 819 женщин).
Этнический состав села:
| Национальность | Число жителей | Процентный состав |
| -------------- | ------------- | ----------------- |
| украинцы       | 854           | 55.53             |
| молдаване      | 606           | 39.4              |
| русские        | 65            | 4.23              |
| румыны         | 6             | 0.39              |
| гагаузы        | 3             | 0.2               |
| болгары        | 1             | 0.07              |
| прочие         | 3             | 0.2               |
| Всего          | 1538          | 100%              |